# Tangla
Tangla là một thị xã và là nơi đặt ủy ban khu vực thị xã (town area committee) của quận Darrang thuộc bang Assam, Ấn Độ.

## Nhân khẩu
Theo điều tra dân số năm 2001 của Ấn Độ, Tangla có dân số 17.313 người. Phái nam chiếm 54% tổng số dân và phái nữ chiếm 46%. Tangla có tỷ lệ 76% biết đọc biết viết, cao hơn tỷ lệ trung bình toàn quốc là 59,5%: tỷ lệ cho phái nam là 81%, và tỷ lệ cho phái nữ là 70%. Tại Tangla, 10% dân số nhỏ hơn 6 tuổi.